# Spytkowo
Spytkowo (deutsch Spiergsten, 1938 bis 1945 Spirgsten) ist ein Ort in der polnischen Woiwodschaft Ermland-Masuren und gehört zur Gmina Giżycko (Landgemeinde Lötzen) im Powiat Giżycki (Kreis Lötzen).

## Geographische Lage
Spytkowo liegt im nördlichen Osten der Woiwodschaft Ermland-Masuren, sechs Kilometer nordöstlich der Kreisstadt Giżycko (Lötzen).

## Geschichte
Das einstige Spiergsten wurde 1480 gegründet. Mit seinen späteren Ortsteilen Friedenthal (polnisch Bożykowo) und Tannenheim (Jegliniec) war das Dorf zwischen 1874 und 1945 in den Amtsbezirk Pierkunowen (polnisch Piekunowo) eingegliedert, der zum Kreis Lötzen im Regierungsbezirk Gumbinnen (1905 bis 1945: Regierungsbezirk Allenstein) in der preußischen Provinz Ostpreußen gehörte.
1910 waren in Spiergsten 557 Einwohner gemeldet. Ihre Zahl betrug 1933 noch 533 und stieg bis 1939 auf 562. Am 3. Juni (amtlich bestätigt am 16. Juli) 1938 wurde die Schreibweise des Dorfnamens in „Spirgsten“ geändert.
Aufgrund der Bestimmungen des Versailler Vertrags stimmte die Bevölkerung im Abstimmungsgebiet Allenstein, zu dem Spiergsten gehörte, am 11. Juli 1920 über die weitere staatliche Zugehörigkeit zu Ostpreußen (und damit zu Deutschland) oder den Anschluss an Polen ab. In Spiergsten stimmten 420 Einwohner für den Verbleib bei Ostpreußen, auf Polen entfielen keine Stimmen.
In Kriegsfolge kam das Dorf 1945 mit dem gesamten südlichen Ostpreußen zu Polen und erhielt die polnische Namensform „Spytkowo“. Heute ist der Ort Sitz eines Schulzenamtes (polnisch sołectwo) und eine Ortschaft im Verbund der Gmina Giżycko (Landgemeinde Lötzen) im Powiat Giżycki (Kreis Lötzen), vor 1998 zur Woiwodschaft Suwałki, seither zur Woiwodschaft Ermland-Masuren gehörig.

## Kirche
Bis 1945 war Spiergsten / Spirgsten in die Evangelische Pfarrkirche Lötzen in der Kirchenprovinz Ostpreußen der Kirche der Altpreußischen Union und in die Katholische Pfarrkirche St. Bruno Lötzen im Bistum Ermland eingepfarrt. Heute gehört Spytkowo zur Pfarrei p.w. św. Kazimierza Królewicza in Giżycko mit Filialkirche in Pieczonki (Pietzonken, 1930 bis 1945 Grünau) im Bistum Ełk der Römisch-katholischen Kirche in Polen bzw. zur Evangelischen Pfarrkirche in Giżycko in der Diözese Masuren der Evangelisch-Augsburgischen Kirche in Polen.

## Verkehr
Spytkowo liegt an der bedeutenden und verkehrsreichen polnischen Landesstraße DK 63 (Teilabschnitt der früheren deutschen Reichsstraße 131), die von der polnischen Grenze zu Russland durch den Nordosten Polens bis zur Grenze zu Belarus führt. Außerdem besteht eine Landwegverbindung von Pieczonki nach Spytkowo.